# Piet van de Pol
Piet van de Pol   (Rotterdam, 21 de setembre de 1907 - 22 de setembre de 1996) fou un jugador neerlandès de billar campió del món en diverses ocasions. Fou diversos cops campió d'Europa i del món, destacant en les modalitats de quadre.

## Palmarès
Font:
- Campionat del Món de billar de carambola quadre 47/2:  1947, 1949  1962
- Campionat del Món de billar de carambola lliure:  1949
- Campionat d'Europa de billar de carambola quadre 71/2:  1947, 1948, 1951, 1956  1949, 1950, 1952, 1953
- Campionat d'Europa de billar de carambola quadre 47/2:  1947, 1951  1948, 1950, 1952  949, 1958
- Campionat d'Europa de billar de carambola quadre 47/1:  1953  1948
- Campió dels Països Baixos: 38 cops.